# Jacob August Delaire
Jacob August Delaire   (Moulins, 10 de març de 1796 - París, 1 de novembre de 1864) fou un advocat i músic francès.
Afeccionat que des de ben petit demostrà excel·lents disposicions per l'art de la música. Acabat els seus estudis en el seu poble nadiu, es traslladà a París per cursar la carrera de dret. Va obtenir la llicenciatura i es dedicà a l'exercici d'aquesta carrera fins al 1826, en què ingressà en el ministeri d'Hisenda, sense deixar d'ocupar-se de les seves aficions musicals, tenint com a mestre d'harmonia en Antonin Reicha.
Nomenat secretari de l'Athenée musical de París, publicà nombrosos treballs en la Revue musicale, presidint durant 7 anys consecutius la Societé libre de Beaux Arts, en els quals Annales col·laborà.
Entre els seus nombrosos treballs i composicions, citarem: un Stabat mater, estrenada en la catedral de Moulins (1825), i reproduït en diverses esglésies de París:
- La Grèce, escena lírica per a cor i orquestra,
- Mémoire en fareur des beaux-arts à l'occasion de la fixation de la liste civile (París, 1830)
- Observations soumises à la commision chargée de l'examen de projet de loi sur la propriéte littéraire (París, 1842)
- Notice sur Reiche, al que, cec, per l'estimació comparà als grans genis musicals, amb evident exageració.

Acabats el estudis primaris al seu poble natal es traslladà a París per cursar la carrera de dret. Aconseguint la llicenciatura es dedicà a l'exercici de la seva carrera fins al 1826, en el que ingressà en el ministeri d'Hisenda, sense deixar d'ocupar-se de les seves aficions musicals, tenint com a mestre d'harmonia a Reicha al qual lloà molt. Nomenat secretari de l'Athenée musical de París, publicà nombrosos treballs en la Revue musicale, presidint durant set anys consecutius la Société libre de Beaux Arts, en els Annals del qual.
Entre els seus nombrosos treballs i composicions, cal citar:
- Stabat Mater, estrenat en la catedral de Moulins el 1825, i reproduït en diverses esglésies de París;
- La Grece, escena lírica per a cor i orquestra;
- Mémoire en fareur des beaux-arts à l'occasion de la fixation de la liste civile (París, 1830);
- Observations soumises à la commision chergée de l'examen de projet de loi sur la propriété littéraire (París, 1841);
- Observation d'un amateur au sujet du Stabat de Rossini (París, 1842);
- Notice sur Reiche, al qual cec per la seva amistat, compara als grans genis musicals, amb evident exageració.